# Эдвардс, Томас
Томас Эдвардс (англ. Thomas Edwards, 1599—1647) — английский пуританский священник, влиятельный проповедник в 1640-х годах, известный своим участием в напряжённой полемике против индепендентов с консервативных пресвитерианских позиций. Автор ересиологического трактата «Гангрена» (Gangraena, 1646).

## Биография
Томас Эдвардс родился в 1599 году. Хотя информация о его месте рождения не сохранилось, известно, что образование Эдвардс получил в Куинз-колледже Кембриджа. Там ему были присвоены степени бакалавра и магистра искусств. В июле 1623 года он вступил в Оксфордский университет, но продолжил проживать в Кембридже. Там, приняв священнический сан, был назначен университетским проповедником и заслужил имя «Молодой Лютер». В феврале 1627 года он проповедовал близость Судного дня и убеждал своих слушателей не следовать «плотским советам» (англ. carnal advices) и был арестован. В марте следующего года он публично отрёкся от своих заявлений и был отпущен 6 апреля. Видимо, после этого он покинул Кембридж и стал проповедовать в лондонской церкви Святого Ботольфа. Нонконформистские тенденции Эдвардса вскоре привлекли к нему внимание, и его возможность проповедовать была ограничена архиепископом Уильямом Лодом.
Вернув себе это право, он продолжил выступать против «папистских новшеств и арминианских догматов» в Олдерменбьюри и на Коулмэн стрит. В июле 1640 года после особенно нонконфомистской проповеди, которую он сам охарактеризовал как «плохую», против него было возбуждено уголовное дело в Суде Высокой комиссии, однако не известно, чем этот эпизод закончился. После Английской революции, когда пресвитерианская партия одержала верх, Эдвардс получил поддержку, как один из самых преданных её сторонников. В это время он проповедовал во многих местах по всей Англии. Как правило, он отказывался от платы за свои проповеди — возможно, по причине того, что он женился на состоятельной женщине.
Когда позиции индепендентов укрепились, Эдвардс яростно выступил против них, опубликовав в 1644 году книгу «Антапология, или полный ответ на апологетические рассказы гг. Гудвина, Нэя, Симпсона, Берроуза, Бриджа, членов Ассамблеи богословов» («Antapologia, or a full Answer to the Apologeticall Narration of Mr. Goodwin, Mr. Nye, Mr. Sympson, Mr. Burroughes, Mr. Bridge, Members of the Assembly of Divines»). В своём следующем полемическом труде, изданной в 1644 году «Гангрене» («Gangraena; or a Catalogue and Discovery of many Errours, Heresies, Blasphemies, and pernicious Practices of the Sectaries of this Time, vented and acted in England in these last Years»), он развил свою критику. Этом труде были перечислены 60 видов сект, 180 заблуждений или ересей и 28 порочных практик. Книга завершается обличением религиозной терпимости. «Гангрена» вызвала огромный интерес, и тут же было выпущено второе издание. Появилось большое количество рецензий, на которые Эдвардс ответил в 1646 году во второй части своего труда («The Second Gangraena; or a fresh and further Discovery of the Eroours, Heresies, Blasphemies, and dangerous Proceedings of the Sectaries of this Time»). Сюда были включены 34 не включённых в первую книгу заблуждений, а также письма от английских священников, подтверждающих высказанные в ней обвинения против индепендентов. Эта вторая публикация также сопровождалась выходом памфлетов. После выхода в свет в декабре 1646 года третьей части «Гангрены» Эдвардс вступил в конфликт с такими политическими и религиозными деятелями, как Джон Лилбёрн, Уильям Уолвин, Джон Салтмарш и Джон Гудвин, которые сочли себя несправедливо обвинёнными. Последним памфлетом, который выпустил Эдвардс против индепендентов стала книга «The Casting Down of the Last and Strongest Hold of Satan. or, A Treatise Against Toleration and Pretended Liberty of Conscience», вышедшая в 1647 году.
В конце концов Эдвардс был вынужден покинуть страну, отправившись в Амстердам. Вскоре после прибытия он заболел лихорадкой и умер 24 августа 1647 года. Согласно другим источникам, это произошло 27 декабря 1647 года. Чётвёртая часть «Гангрены», обещанная в конце третьей, так и не была издана.
У Томаса Эдвардса было четверо сыновей, включая богослова Джона Эдвардса (1637—1716), и одна дочь.

## Оценки деятельности и влияние
Эдвардс осуждал взгляды поэта Джона Мильтона на развод, а тот, в свою очередь вывел его под именем «мелкий Эдвардс» (англ. Shallow Edwards) в сатирическом сонете «On the New Forcers of Conscience under the Long Parliament». В современной историографии Эдварда причисляют, наряду с Томасом Холлом, к наиболее непривлекательным представителям пресвитерианского движения, как по причине проповедуемого ими учения, так и по числу своих сторонников.